# Physalia physalis
Physalia physalis, також португа́льський кора́блик, або фіза́лія — океанічний вільноплаваючий колоніальний гідроїд, що складається з кількох видів поліпів. Поширені в усіх тропічних і субтропічних морях та у теплих водах відкритого океану.
Морфологія, спосіб життя та життєвий цикл виду відтворюють всі риси, притаманні ряду в цілому, тож загальний опис збігається з наведеним у статті «Сифонофори».
Своє ім'я цей гідроїд отримав з огляду на схожість його пурпурного пневматофору з косим вітрилом португальських каравел XV—XVI століть.

## Морфологія

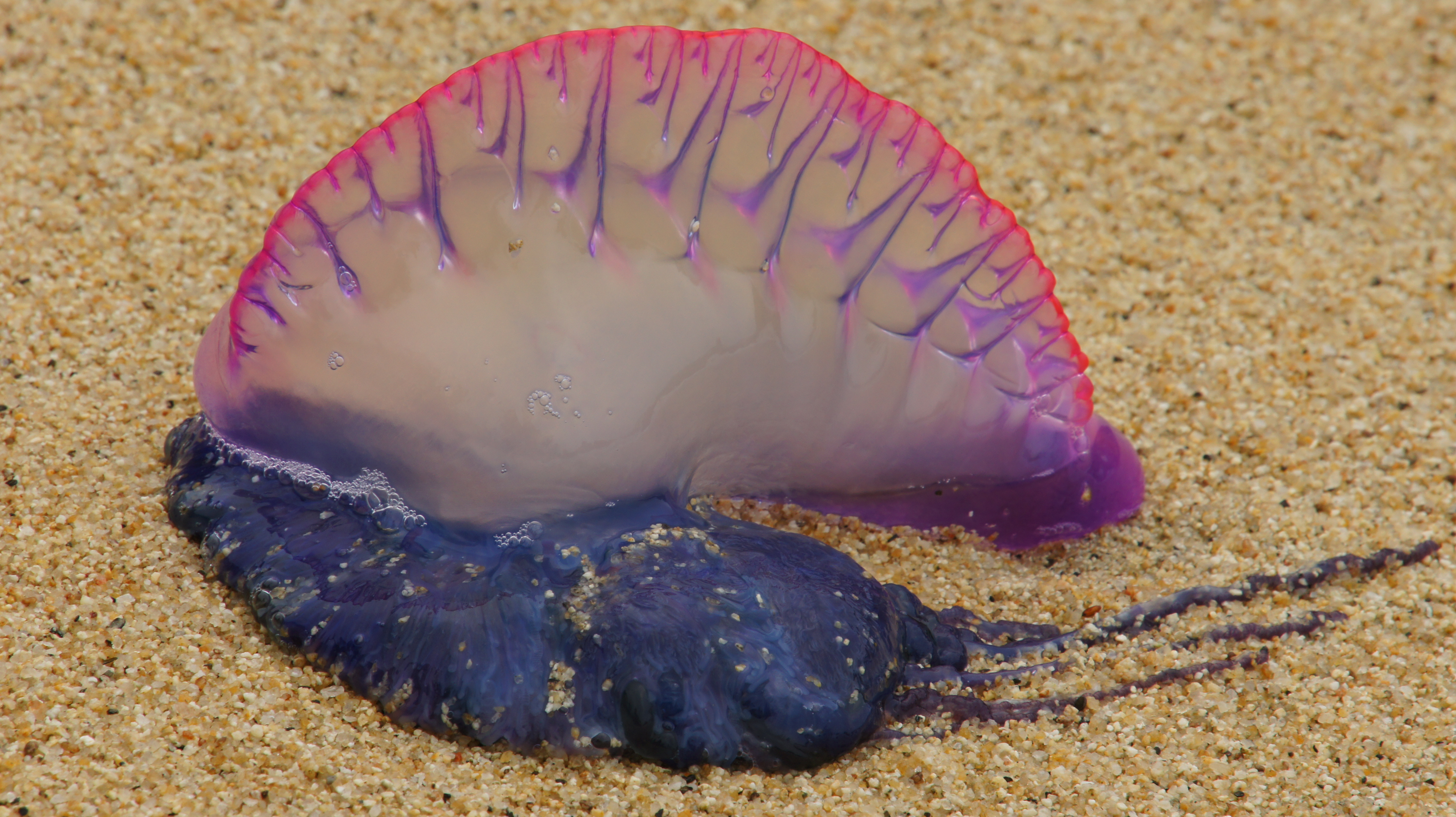

На відміну від багатьох інших сифонофор, португальський кораблик має лише один великий (до 30 сантиметрів) заповнений газом поплавок, що має назву пневматофор, а не кілька дрібних. Склад газу в поплавку може змінюватися в широких межах: від еквівалентного довколишньому повітрю до майже 90 % діоксиду вуглецю. Також для пневматофора португальського кораблика характерна наявність сифона — клапана, завдяки якому об'єм газу в ньому може швидко змінюватись.
Португальський кораблик є двосторонньо-симетричним, зі щупальцями, які ростуть лише на одному з кінців пневматофора. Довжина щупалець може досягати 10 (і навіть, за деякими джерелами, 20) метрів. Для нормального функціонування пневматофор потребує постійного змочування (при висиханні він розтріскується), тому колонія здатна періодично повертати його на деякий кут, «прикладаючи» до поверхні води різними боками; при небезпеці нападу з поверхні газ з пневматофору стравлюється, і вся колонія занурюється під воду.

## Особливості способу життя

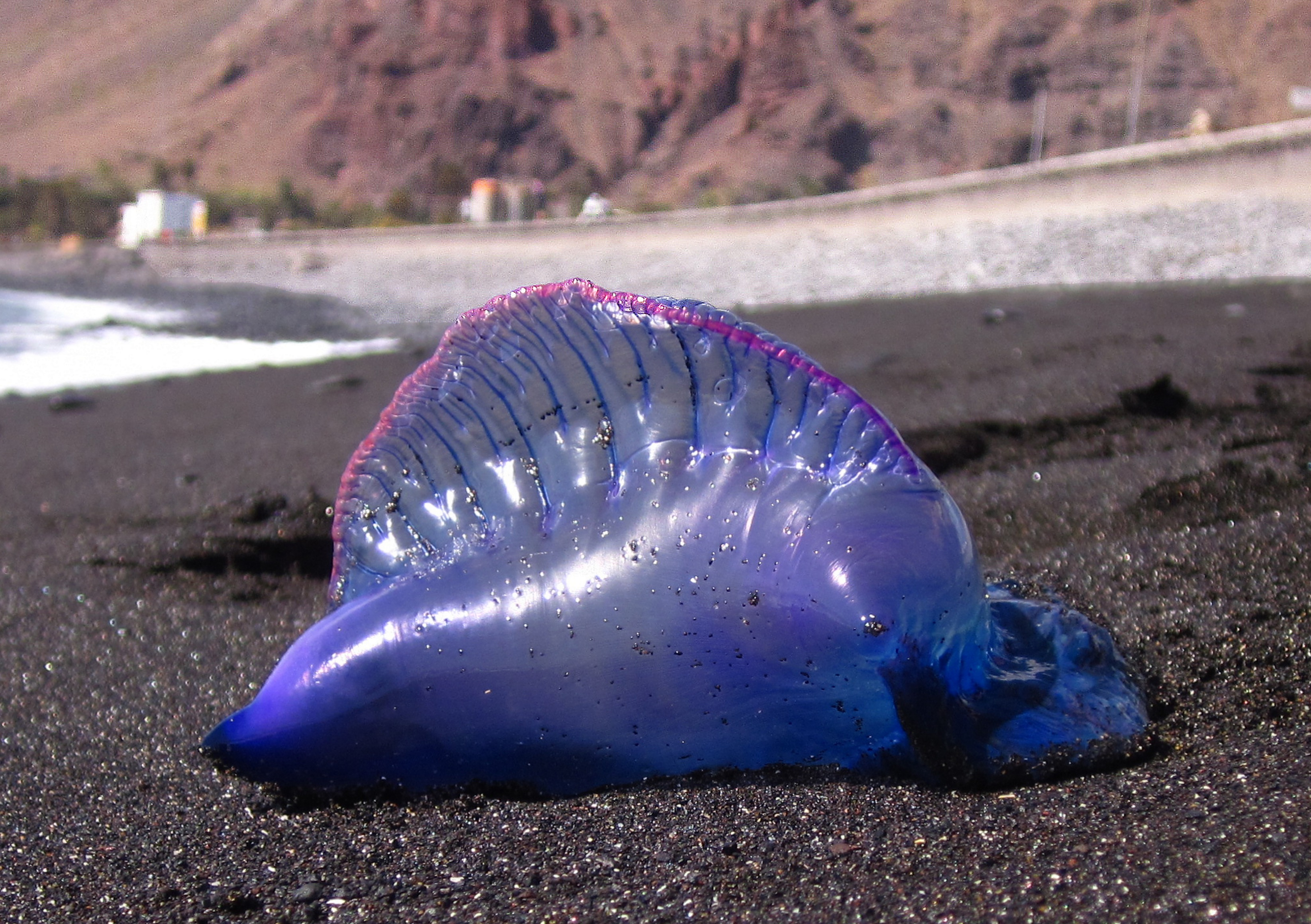

Окрім підтримання плавучості, функцією пневматофора є забезпечення руху колонії завдяки вітру, позаяк, на відміну від інших сифонофор, фізалія не має у складі колонії здатних до скорочення медузоїдів. При цьому в популяції існує приблизно рівна кількість «правовітрильних» та «лівовітрильних» особин: вони розрізняються по тому, в який бік вигнутий пневматофор відносно переднього (протилежного тому, до якого кріпляться щупальця) кінця при плаванні. Така вигнуто-скошена форма пневматофора забезпечує рух під кутом до напрямку вітру, тому при постійному вітрі «правовітрильні» і «лівовітрильні» кораблики розходяться під кутом в різні боки, і, таким чином, часто формують групи «чистого» в термінах форми пневматофора складу.
Ловчі щупальця португальського кораблика, які належать дактилозооїдам (один з різновидів поліпів, що формують цю колонію), можуть скорочуватись на 70—80 %, що забезпечує підтягування здобичі до гастрозооїдів та уникнення небезпеки (докладніше про різновиди поліпів та їхні функції в колонії — див. в статті «Сифонофори)». Основною здобиччю дактилозооїдів є планктонні безхребетні (переважно — дрібні ракоподібні) та мальки риб. Португальський кораблик вбиває цих тварин завдяки нематоцистам (жалячим клітинам) на щупальцях дактилозооїдів, що секретують потужну отруту.

## Значення

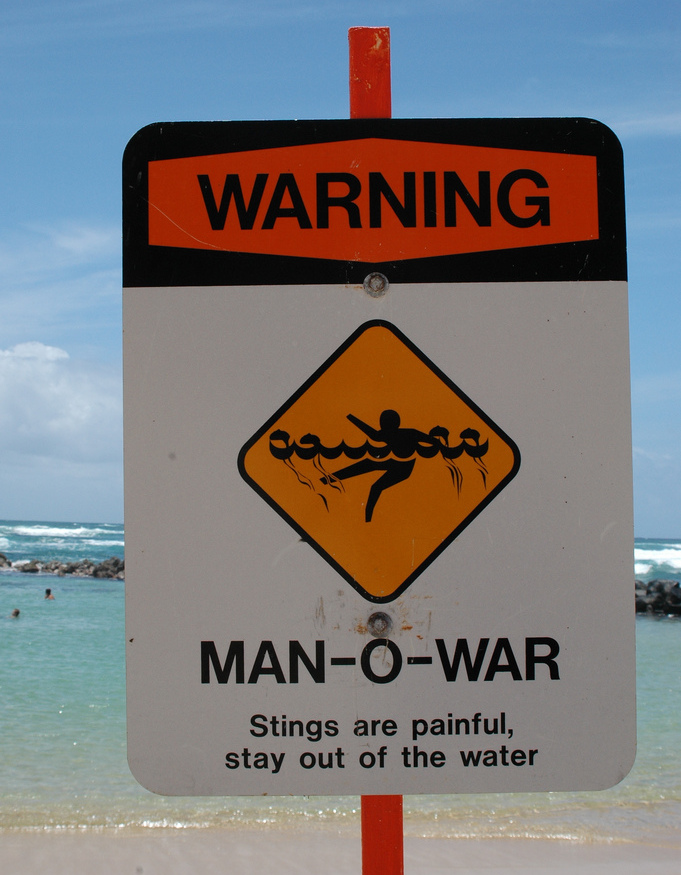
Попередження для плавців про небезпеку фізалій.

Португальський кораблик є потенційно небезпечною для людини істотою: відомо кілька смертельних випадків, зумовлених сильним ураженням його жалячими щупальцями; але звичайно навіть потужний щільний контакт із ним не призводить до наслідків, серйозніших за сильний біль. При цьому у відірваних від колонії і навіть висохлих щупальцях, викинутих на берег, нематоцисти лишаються активними і можуть завдавати ураження протягом кількох тижнів. Отрута розповсюджується по лімфатичній системі і може викликати сильний біль.
Відповідно до дослідження, проведеного доктором Джефрі Ісбістером (Ньюкастл, Австралія) з 2003 по 2005 рік, найкращим засобом лікування постраждалих від португальського кораблика є обробка враженої ділянки гарячою водою, нагрітою до 45 °C. Вода такої температури розкладає отруту португальського кораблика та полегшує біль.
Іншим здавна відомим засобом лікування опіків, спричинених португальським корабликом, є прикладання льоду до ураженої ділянки: лід знижує больову чутливість і уповільнює розповсюдження отрути, але не розкладає її.
Повторне враження цим гідроїдом людини може викликати в неї алергічну реакцію.
Судячи з багатьох спостережень, довгоголова морська черепаха має імунітет до отрути фізалії: цих черепах неодноразово спостерігали за поїданням португальських корабликів. Також на фізалію полює риба-місяць.
Восьминіг Тремоктопус фіалковий (Tremoctopus violaceus) теж стійкий до отрути фізалії. Він використовує її як знаряддя нападу і захисту. Він обриває отруйні щупальця португальського кораблика і намотує їх на свої чотири передні кінцівки.
Фермери Гваделупи і Колумбії використовують висушені щупальця фізалій як отруту проти пацюків.

## Філателія
- Зображений на марках Фіджі (разом із блакитним драконом) у 1993 році (номінальна вартість: 83 FJ$)[1].